# Greer

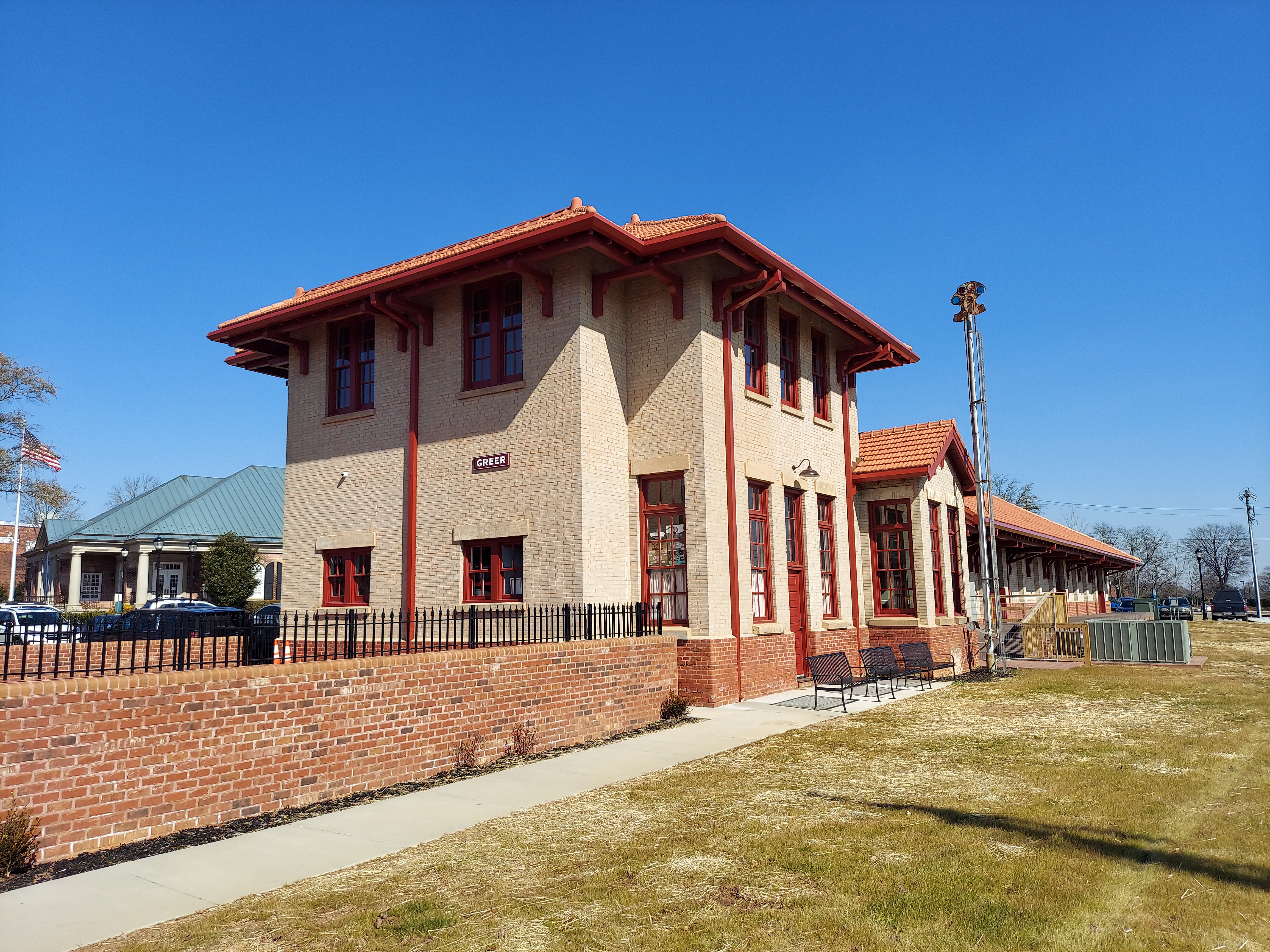
Estación de tren de Greer, Carolina Del Sur

Greer es una ciudad ubicada en el condado de Greenville y Spartanburg en el estado estadounidense de Carolina del Sur. La ciudad en el año 2000 tiene una población de 16.843 habitantes en una superficie de 56.36 km², con una densidad poblacional de 403.3 personas por km². 

## Geografía
Greer se encuentra ubicada en las coordenadas 34°55′49″N 82°13′30″O / 34.93028, -82.22500. Según la Oficina del Censo, la ciudad tiene un área total de 56,36 km² (21,8 mi²), de la cual 51,78 km² (20,0 mi²) es tierra y 4,58 km² (1,8 mi²) es agua.

## Historia
Greer, South Carolina. es una ciudad que comparte el Condado de Spartanburg y el Condado de Greenville.
Se fundó debido a que había una estaon de trenes llamada Greer Station. Y mucha gente salía de la estación de tren. Por eso hubo mucho comercio y la gente empezó a vivir en la ciudad. 

## Demografía
En el 2000 la renta per cápita promedia del hogar era de $33.140, y el ingreso promedio para una familia era de $41.864. El ingreso per cápita para la localidad era de $17.546. En 2000 los hombres tenían un ingreso per cápita de $33.147 contra $23.566 para las mujeres. Alrededor del 15.80% de la población estaba bajo el umbral de pobreza nacional. 

### Localidades adyacentes
El siguiente diagrama muestra a las localidades en un radio de 12 kilómetros (7,5 mi) de Greer.